# 僧格南嘉
僧格南嘉（藏語：སེང་གེ་རྣམ་རྒྱལ་，威利转写：seng ge rnam rgyal，约1570年—1642年）是拉达克王国南嘉王朝的一位却嘉（国王），1616年至1642年在位。他的名字在拉达克语中意思是“狮子胜利”。
1610年，其父蒋扬南嘉在位期间，僧格南嘉和父亲一起建立了巴衮寺，又建立了一座24英尺高的弥勒菩萨像，这座佛教的高度仅次于谢城王宫附近的佛像（32英尺）。
僧格南嘉自幼就展现出非凡的军事指挥才能。1616年其父逝世后，由他继位。拉达克扼守丝绸之路要道，西连克什米尔、东连西藏，因此遭受伊斯兰统治者的侵略。他一反父亲对伊斯兰世界的屈辱外交政策，恢复了原先的佛教信仰。他将都城从谢城搬迁到列城，模仿布达拉宫的样式建立了列城王宫，又建立了多座寺院。
僧格南嘉在位期间，拉达克的国力最为强盛，向北占领藏斯卡和斯皮提山谷，向南击败莫卧儿帝国，占领巴尔蒂斯坦。1635年，应古格僧侣的邀请，向东讨伐古格王朝并将其灭亡，杀死试图扶持基督教的古格王。1642年，僧格南嘉信奉竹巴噶举派，在西藏和不丹的冲突中站在不丹一边。他率兵讨伐西藏，给其以沉重打击，迫使藏巴汗丹迥汪波向拉达克朝贡。他在归国途中逝世。